# Miesenbach bei Birkfeld
Miesenbach bei Birkfeld – gmina w Austrii, w kraju związkowym Styria, w powiecie Weiz. Według Austriackiego Urzędu Statystycznego liczyła 724 mieszkańców (1 stycznia 2015).